# Athysanus pusillus
Athysanus es un género monotípico de plantas fanerógamas, de la familia Brassicaceae. Su única especie, Athysanus pusillus, es nativa del oeste de Norteamérica en Columbia Británica.

## Descripción
Se trata de una hierba anual de largos y  afilados  tallos que crece con pequeñas flores de color blanco. Los pequeños frutos que se desprenden de las flores son paralelos y horizontales, circulares, verde y bordeados con pelos blancos prominentes.
Alcanza los 5–35 cm, a menudo se encuentra postrada y generalmente tienen de 2 a 5 ramas cerca de la base. Las hojas basales tiene  6–30 mm de largo y  2–10 mm de ancho, son enteras, dentadas y con corto peciolo y peludas; las terminales son como las basales, sésiles y no lobuladas. Tiene las inflorescencias terminales con flores con pétalos de color blanco.

## Taxonomía
Athysanus pusillus fue descrita por (Hook.) Greene  y publicado en Bulletin of the California Academy of Sciences 1(3): 72–73. 1885.
Etimología
Athysanus: nombre genérico que deriva de las palabras griegas: a = "sin", y thusanos = "flequillo", y en referencia a la fruta sin alas.
pusillus: epíteto latíno que significa "muy pequeña"
Sinonimia
- Athysanus pusillus var. glabrior S.Watson
- Thysanocarpus oblongifolius Nutt.
- Thysanocarpus pusillus Hook.[4]